# Équipe d'Argentine de football à la Copa América 1947
L'équipe d'Argentine de football participe à sa 19e Copa América lors de l'édition 1947 qui a eu lieu à Guayaquil en Équateur du 30 novembre au 31 décembre 1947.

## Résultats
Les huit équipes participantes sont réunies au sein d'une poule unique où chaque formation rencontre une fois ses adversaires. À l'issue des rencontres, l'équipe classée première remporte la compétition.
|   | Équipe    | Pts | J | G | N | P | BP | BC | Diff |
| - | --------- | --- | - | - | - | - | -- | -- | ---- |
| 1 | Argentine | 13  | 7 | 6 | 1 | 0 | 28 | 4  | +24  |
| 2 | Paraguay  | 11  | 7 | 5 | 1 | 1 | 16 | 11 | +5   |
| 3 | Uruguay   | 10  | 7 | 5 | 0 | 2 | 21 | 8  | +13  |
| 4 | Chili     | 9   | 7 | 4 | 1 | 2 | 14 | 13 | +1   |
| 5 | Pérou     | 6   | 7 | 2 | 2 | 3 | 12 | 9  | +3   |
| 6 | Équateur  | 3   | 7 | 0 | 3 | 4 | 3  | 17 | -14  |
| 7 | Bolivie   | 2   | 7 | 0 | 2 | 5 | 6  | 21 | -15  |
| 8 | Colombie  | 2   | 7 | 0 | 2 | 5 | 2  | 19 | -17  |

| 2 décembre  | Argentine | 6 | 0 | Paraguay |
| 4 décembre  | Argentine | 7 | 0 | Bolivie  |
| 11 décembre | Argentine | 3 | 2 | Pérou    |
| 16 décembre | Argentine | 1 | 1 | Chili    |
| 18 décembre | Argentine | 6 | 0 | Colombie |
| 25 décembre | Argentine | 2 | 0 | Équateur |
| 28 décembre | Argentine | 3 | 1 | Uruguay  |

### Matchs
| 2 décembre 1947                                                                                           | Argentine                                                     | 6 – 0 | Paraguay | Stade George Capwell (Guayaquil)                        |                                                         |
| | Moreno 10e · Loustau 22e · Pontoni 40e, 50e, 82e · Méndez 87e | (3 - 0) |          | Spectateurs : 20 000 Arbitrage : Víctor Francisco Rivas | Spectateurs : 20 000 Arbitrage : Víctor Francisco Rivas |
| Cozzi - Marante ( 42e Colman), Sobrero - Yácono, Perucca, Pescia - Boyé, Méndez, Pontoni, Moreno, Loustau | Équipes                                                       | García - Hugo, Céspedes - Gavilán, Ocampos, Cantero - López Fretes ( Rivas), Marín, Genés, Villalba, Fernández |          | Spectateurs : 20 000 Arbitrage : Víctor Francisco Rivas | Spectateurs : 20 000 Arbitrage : Víctor Francisco Rivas |

| 4 décembre 1947 | Argentine                                                                   | 7 – 0 | Bolivie | Stade George Capwell (Guayaquil)                       |                                                        |
| | Méndez 3e, 44e · Pontoni 22e · Loustau 56e · Boyé 58e, 76e · Di Stéfano 62e | (3 - 0) |         | Spectateurs : 30 000 Arbitrage : Federico Muñoz Medina | Spectateurs : 30 000 Arbitrage : Federico Muñoz Medina |
| Cozzi - Colman, Palma - Yácono ( 63e Sastre), Perucca ( 76e Rossi), Pescia - Boyé, Méndez, Pontoni ( 30e Di Stéfano), Moreno, Loustau | Équipes                                                                     | Arraya ( E. Gutiérrez) - Alcha ( Aráoz), Bustamante - Ferrel, Guerra, Vargas - González, Ugarte, Tapia, B. Gutiérrez, Maldonado ( Orgaz) |         | Spectateurs : 30 000 Arbitrage : Federico Muñoz Medina | Spectateurs : 30 000 Arbitrage : Federico Muñoz Medina |

| 11 décembre 1947                                                                              | Argentine                              | 3 – 2 | Pérou                            | Stade George Capwell (Guayaquil)                        |                                                         |
|                                                                                               | Moreno 41e · Di Stéfano 55e · Boyé 56e | (1 - 1) | Gómez Sánchez 25e · V. López 65e | Spectateurs : 22 000 Arbitrage : Luis Alberto Fernández | Spectateurs : 22 000 Arbitrage : Luis Alberto Fernández |
| Cozzi - Colman, Sobrero - Yácono, Perucca, Pescia - Boyé, Méndez, Di Stéfano, Moreno, Loustau | Équipes                                | Asca ( Suárez) - El. Morales, Perales - Pacheco ( J. Castillo), Torres (), Heredia - Reyna ( Fernández), Mosquera, V. López (), Gómez Sánchez, Guzmán |                                  | Spectateurs : 22 000 Arbitrage : Luis Alberto Fernández | Spectateurs : 22 000 Arbitrage : Luis Alberto Fernández |

| 16 décembre 1947 | Argentine      | 1 – 1 | Chili     | Stade George Capwell (Guayaquil)                   |                                                    |
| | Di Stéfano 12e | (1 - 1) | Riera 37e | Spectateurs : 18 000 Arbitrage : Juan José Alvarez | Spectateurs : 18 000 Arbitrage : Juan José Alvarez |
| Cozzi - Marante ( 76e Colman), Sobrero - Yácono, Perucca ( 65e Rossi), Pescia - Boyé, Méndez, Di Stéfano, Moreno ( 56e Fernández), Loustau | Équipes        | Livingstone - Urroz, Negri - Machuca Berríos, Sepúlveda, Busquets ( Campos) - Riera, Varela, Infante ( Araya), Peñaloza, P. López |           | Spectateurs : 18 000 Arbitrage : Juan José Alvarez | Spectateurs : 18 000 Arbitrage : Juan José Alvarez |

| 18 décembre 1947 | Argentine                                                        | 6 – 0 | Colombie | Stade George Capwell (Guayaquil)                 |                                                  |
| | Fernández 7e · Di Stéfano 30e, 62e, 75e · Boyé 38e · Loustau 55e | (3 - 0) |          | Spectateurs : 12 000 Arbitrage : Alfredo Alvarez | Spectateurs : 12 000 Arbitrage : Alfredo Alvarez |
| Cozzi - Colman, Palma ( 42e Sobrero) - Sastre, Rossi, Gutiérrez - Boyé ( 67e Cerviño), Méndez, Di Stéfano, Fernández ( 46e Campana), Loustau | Équipes                                                          | Sánchez - Mejía, Londoño - Vivares, Serna, Estupiñán ( Mallarino) - García, Ruiz, González Rubio, Arango, De la Hoz |          | Spectateurs : 12 000 Arbitrage : Alfredo Alvarez | Spectateurs : 12 000 Arbitrage : Alfredo Alvarez |

| 25 décembre 1947 | Argentine               | 2 – 0 | Équateur | Stade George Capwell (Guayaquil)                 |                                                  |
| | Moreno 30e · Méndez 72e | (1 - 0) |          | Spectateurs : 25 000 Arbitrage : Alfredo Alvarez | Spectateurs : 25 000 Arbitrage : Alfredo Alvarez |
| Diano - Marante, Sobrero - Yácono, Perucca ( 46e Rossi), Pescia - Boyé, Méndez, Di Stéfano ( 65e Pontoni), Moreno, Loustau | Équipes                 | Medina - Henríquez, Zurita - Riveros ( Marín), Alvarez ( Ortíz), L. Mendoza - Cevallos, Zenck ( Gavilánez), Jiménez, Aguayo, Pozo |          | Spectateurs : 25 000 Arbitrage : Alfredo Alvarez | Spectateurs : 25 000 Arbitrage : Alfredo Alvarez |

| 28 décembre 1947 | Argentine                     | 3 – 1 | Uruguay    | Stade George Capwell (Guayaquil)                  |                                                   |
| | Méndez 30e, 46e · Loustau 85e | (1 - 0) | Britos 74e | Spectateurs : 25 000 Arbitrage : Mario Rubén Heyn | Spectateurs : 25 000 Arbitrage : Mario Rubén Heyn |
| Cozzi - Marante, Sobrero - Yácono, Rossi, Pescia - Boyé, Méndez ( 86e Fernández), Pontoni ( 69e Di Stéfano), Moreno, Loustau ( 86e Sued) | Équipes                       | Tulic - Terra, Tejera - Gambetta ( 46e Rodríguez Andrade), Romero, Cajiga - Britos, García, Falero ( 79e Chelle), Sarro ( 46e Riephoff), Magliano |            | Spectateurs : 25 000 Arbitrage : Mario Rubén Heyn | Spectateurs : 25 000 Arbitrage : Mario Rubén Heyn |

| Copa América 1947 - Vainqueur Argentine 9e titre |